# Campeonato Brasileño de fútbol de Aspirantes
El Campeonato Brasileño de Fútbol Sub-23, también conocido como Campeonato Brasileño de Aspirantes, es una competencia de fútbol organizada por la Confederación Brasileña de Fútbol con un límite de edad de 23, con la excepción de cuatro jugadores.
La primera edición se disputó en 2017, tras la confirmación por parte de la CBF que invitó a los diez primeros equipos de su ranking nacional. Sin embargo, algunos clubes rechazaron las invitaciones y la entidad promovió el ingreso de nuevos participantes. El primer campeón fue Internacional, que es el mayor campeón con dos títulos. Ceará, Cuiabaá, Grêmio y São Paulo también ganaron la competencia.

## Historia
En octubre de 2017, la CBF anunció oficialmente la creación del Campeonato Brasileño Sub-23 con el objetivo de contribuir a la formación y transición de los atletas brasileños al profesional. Esta competencia, por cierto, fue una demanda de los clubes brasileños para llenar un vacío en el ciclo de formación de los atletas, que terminaba a los 20 años. Como resultado, la entidad mantuvo las intenciones anteriores de realizar la competencia, teniendo como idealizadores al excoordinador Erasmo Damiani y al exentrenador de la selección sub-20 Rogério Micale, pero no logró concretar los intentos.

## Palmarés
| Año  | Campeón       | Final Resultado    | Subcampeón          |
| ---- | ------------- | ------------------ | ------------------- |
| 2017 | Internacional | 3:1 1:1            | Santos              |
| 2018 | São Paulo     | 1:0 2:1            | Internacional       |
| 2019 | Internacional | 0:0 1:0            | Grêmio              |
| 2020 | Ceará         | 0:2 3:1 (pen. 4-2) | Vila Nova           |
| 2021 | Grêmio        | 1:2 4:1            | Ceará               |
| 2022 | Cuiabá        | 3:2                | Red Bull Bragantino |

## Títulos por equipo
| Equipo              | Títulos | Subtítulos | Años campeón | Años subcampeón |
| ------------------- | ------- | ---------- | ------------ | --------------- |
| Internacional       | 2       | 1          | 2017, 2019   | 2018            |
| Grêmio              | 1       | 1          | 2021         | 2019            |
| Ceará               | 1       | 1          | 2020         | 2021            |
| São Paulo           | 1       | 0          | 2018         | ----            |
| Cuiabá              | 1       | 0          | 2022         | ----            |
| Santos              | 0       | 1          | ----         | 2017            |
| Vila Nova           | 0       | 1          | ----         | 2020            |
| Red Bull Bragantino | 0       | 1          | ----         | 2022            |

### Títulos por estado
| Estado             | Títulos | Subtítulos |
| ------------------ | ------- | ---------- |
| Río Grande del Sur | 3       | 2          |
| São Paulo          | 1       | 2          |
| Ceará              | 1       | 1          |
| Mato Grosso        | 1       | 0          |
| Goiás              | 0       | 1          |

## Goleadores
| Temporada | Jugador          | Club                | Goles |
| --------- | ---------------- | ------------------- | ----- |
| 2017      | Diego            | Santos              | 6     |
| 2018      | Eronildo         | Vitória             | 10    |
| 2019      | Ferreira         | Grêmio              | 11    |
| 2020      | Elias            | Grêmio              | 8     |
| 2021      | Elias            | Grêmio              | 12    |
| 2022      | Guilherme Santos | Red Bull Bragantino | 7     |